# Boehmeria radiata
Boehmeria radiata är en nässelväxtart som beskrevs av Burger. Boehmeria radiata ingår i släktet Boehmeria och familjen nässelväxter. Inga underarter finns listade i Catalogue of Life.